# 182-га стрілецька дивізія
182-га стрілецька Днівська дивізія — військове з'єднання РСЧА у Німецько-радянській війні.

## Історія
Сформована у серпні-вересні 1940 року, після окупації Естонії СРСР у складі 22-го стрілецького корпусу на базі 3-ї та 4-ї піхотних дивізій Естонської народної армії (за іншими даними на базі 2-ї Тартуської піхотної дивізії). Особовий склад дивізії залишився в уніформі естонської армії, проте з радянськими відзнаками. Весь особовий склад дивізії були естонці, за винятком політскладу та заступників командирів з стройової частини, які були надіслані з Червоної Армії.
У діючій армії під час Німецько-радянської війни з 22 червня 1941 по 9 травня 1945 року.

### 1941
На 22 червня 1941 року штаб дивізії та спецпідрозділу дислокувалися в Тарту, 140-й стрілецький полк у Виру, 171-й стрілецький полк у Петцері, 232-й стрілецький полк у Ельбі. У прикордонній битві дивізія участі не брала.
З оголошенням війни дивізія зробила відмобілізування до штатів воєнного часу. Приписний склад прибув переважно з Іванівської області. Все озброєння дивізії було іноземним, переважно англійським.
З 1 липня 1941 року залізницею перекидається до Порхова, до 3 липня 1941 року почала займати позиції. Вступила в бої на заключному етапі оборонної операції радянських військ у Прибалтиці.
До 7 липня 1941 року, посилена 5-м танковим полком 3-ї танкової дивізії зайняла оборону під Порховом і вступила в бій з 6-ю танковою дивізією біля Поріччя, Вертогузово на рубежі річки Черехи.
З початком бойових дій у дивізії спостерігалося масове дезертирство та перехід на бік німців.

З доповіді майора Шепелєва до розвідуправління Північно-Західного фронту від 14 липня 1941 року
«Значна частина командирів та червоноармійців естонців перейшла на бік німців. Серед бійців панує ворожнеча та недовіра до естонців».
Частина естонців залишилися воювати за СРСР. Серед громадян колишньої Естонської республіки, які опинилися до початку війни в лавах 182-ї стрілецької дивізії, був досить високий відсоток осіб єврейської національності, перехід яких до німців виключався сам собою.
10 липня 1941 ворожі частини прорвали порядки дивізії, і дивізія до 11 липня 1941 була змушена залишити Порхов, переправилася на східний берег Шелоні, відступаючи до Дно.
У ході контрудара під Сольцями перебувала в обороні, прикриваючи із заходу удар південного угруповання радянських військ. Була 18 липня 1941 року знову атакована противником на південь від Дно, після чого дивізія відступала у напрямку до Старої Русси. З 19 липня 1941 року веде тяжкі бої в районі станції Моріно.
До 28 липня 1941 дивізія відійшла в район на північний захід від Старої Русси, де практично відразу ж атакована. Веде запеклі бої на підступах до Старої Русси, 8 серпня 1941 року, дивізія була змушена відійти за Стару Руссу і далі на схід у район на південь від Парфіно, 13 серпня 1941 року переправившись через Ловать.
У ході контрудара радянських військ дивізія 13 серпня 1941 перейшла в наступ з району на південь від Парфіно, форсувала Ловать, з 15 серпня 1941 по 23 серпня 1941 веде бої на східній околиці Старої Русси, потім була змушена знову відступати на схід.
На 8—13 вересня 1941 року знаходиться на північний захід від Починока .

### 1942
З 8 січня 1942 року перейшла в наступ у ході Дем'янської наступальної операції, наступала безпосередньо на Стару Руссу, до міста не змогла пробитися, після чого займала оборону на досягнутих рубежах.

### 1943
У січні 1943 дивізія була виведена на перегрупування в район південніше Парфіно, після чого 17 січня 1943 була передислокована в район села Семенівщини, а 9 лютого 1943 знову в район Парфіно.
Завдання на Дем'янську наступальну операцію було поставлено перед дивізією така: прорвати сильно укріплену оборону німців на ділянці Чириково, Пінно вийти західний берег річки Порусья, а надалі наступати до річки Полість. Зліва від дивізії, на південь від Пінно наступала 43-та гвардійська стрілецька дивізія. 23 лютого 1943 року, атакуючи, 182-га дивізія зуміла прорвати передній край оборони противника, перерізала дорогу Стара Русса — Пінно, 24 лютого за підтримки 32-го танкового полку знищила німецький гарнізон у селі Піно і залишила там свій гарнізон. З 4 березня 1943 року дивізія відновила наступ, форсувала Поруссю, почала просуватися вперед до річки Полніть, потім вийшла до Полісти, після чого була перекинута під Стару Руссу і зайняла нові позиції в лісі на схід від Липівців. Перед дивізією було поставлено завдання прориву оборони противника межі Парфіно, Казанки, надалі вийти ріку Порусья і захопити південну частину Старої Русси. З 14 березня 1943 дивізія перейшла в наступ, вибила супротивника з Парфіно, вийшла на околиці Старої Русси, проте повністю завдання на операцію — маючи на увазі звільнення Старої Русси — виконати не змогла і до 17 березня 1943 закріпилася на досягнутих рубежах в районі, Великі Козанки.
20 березня 1943 року здала оборонні позиції і перейшла на другий рубіж Чирикова, Марфіно, де й вела, в тому числі і напружені, оборонні бої, прикриваючи річку Лувати та рамушівське шосе.
30-31 березня 1943 року героїчно діяв гарнізон дивізії, залишений у Пінно, який потрапив до оточення.

Зі щоденника бойових дій 182-ї стрілецької дивізії:
«Усього з гарнізону Пенна вийшло 7 бійців і командирів 171 полку 182-ї стрілецької дивізії: старші лейтенанти Баркалов і Тихонов, лейтенант Корсаков, червоноармійці Тарасов, Мосьянов, Новіков, Левашов».
У ніч на 15 травня 1943 року знову здала оборону сусіднім з'єднанням і вздовж річки Ловаті вийшла в резерв у район Берлюкова, Редці, де перебувала більше місяця. У ніч на 23 червня 1943 року дивізія змінила 10-у повітряно-десантну дивізію і зайняла оборону межі річка Редья, Михалкіно, Чернишево, протяжністю по фронту 15 й у глибину 12 кілометрів.
З 18 серпня 1943 року перейшла у наступ на Стару Руссу і веде безуспішні бої за місто весь серпень 1943 року, і до 1944 року перебуває в тих самих позиціях.
Так, на 7 листопада 1943 року знаходилася в районі населеного пункту Соболєво за 26 кілометрів на південь від міста Старої Руси.

### 1944
У ході Старорусько-Новоржевської операції з 26 січня 1944 дивізія знята з займаної смуги оборони і зосереджується в районі Медведено, Піски, Козлова в 50 кілометрах від Старої Русси, в готовності наступати в напрямку Волот, Морино і далі на місто Дно в Псков. 15 лютого 1944 року дивізія вела бій за село Медведове, розташоване на дорозі Стара Русса — Холм. З 18 лютого 1944 року переслідує війська противника, що відступають від Старої Русси, через Замошш просувалась до Дно, на підступи до якого вийшла до 22 лютого 1944 року.
У наступі на Дно дивізію зокрема підтримували 239-й танковий полк, 701-й гвардійський мінометний полк реактивної артилерії та 110-й мінометний полк. Справа наступ вела 44-а гвардійська стрілецька дивізія, зліва 137-а стрілецька бригада і 37-й танковий полк. 24 лютого 1944 року Дно було взяте. За період операції дивізія захопила 239 населених пунктів, чотири залізничні станції, три міста, за своїми звітами взявши 108 полонених, знищивши 3469 солдатів та офіцерів.
26 лютого 1944 дивізія маршем вийшла з Дно в напрямку Основиці, Баровія, Дубровка, Вишегород, до 28 лютого 1944 вийшла на залізницю Острів — Пушкінські гори, а потім до 1 березня 1944 вийшла до річки Велика до так званих Григоркінських висот. У цей же день разом з 23-ї гвардійської стрілецької дивізією штурмує висоти і витісняє супротивника на берег Великої, з 4 березня 1944 знову настає і відкидає супротивника на протилежний берег річки, форсування річки з ходу було невдалим.
26 березня 1944 року форсує річку Велика біля села Середкіна-Сліпні (Пушкіногорський район, Псковська область) і захоплює там плацдарм (Стрежнівський плацдарм) глибиною 14 кілометрів, веде бій за населений пункт Глижіно на 13 кілометрах на Півночі. Зліва наступала 26-а стрілецька дивізія, праворуч 208-а стрілецька дивізія. Противником була 15-та гренадерська дивізія ваффен-СС (1-а латвійська). Весь квітень 1944 року, разом з частинами посилення (1186-й винищувально-протитанковий артилерійський полк, 239-й танковий полк, 37-й танковий полк) веде найважчі бої зі змінним успіхом на плацдармі, зазнає великих втрат. З 7 по 14 квітня 1944 року робить безуспішну спробу наступу з плацдарму. До кінця наступу у дивізії було лише 2800 осіб. Була знята з плацдарму, поповнена і мабуть у червні 1944 року перекинута на південь, в районі на схід від Себежа.
З 10 липня 1944 року бере участь у Режицько-Двінській наступальній операції, 14-15 липня 1944 року веде бій за села Леоненка (Себізький район Псковська область, 28 липня 1944 року частиною сил звільняє Прейлі).
З 1 серпня 1944 року настає під час Мадонської операції, 2 серпня 1944 року форсує річку Неретіню. 12 серпня 1944 веде бій на захід від селища Ляудона (Мадонський район, Латвія, до кінця серпня 1944 вийшла на далекі східні підступи до Риги, у вересні 1944 веде бої в Двінському повіті, потім поповнена і перекинута в 4 свою чергу перекидалася з-під Риги в район Шяуляя, звідки дивізія настає з 5 жовтня 1944 року під час Мемельської операції в районі Прієкуле.

### 1945
З січня 1945 року бере участь у Земландській наступальній операції, наступаючи з району Тільзита вздовж берега Куршес-Хафф на Земландський півострів, 20 січня 1945 року захоплює місто Каукемен (нині Ясне), 31 січня — 1 лютого 1945 року. 8 кілометрів на північний захід від Кенігсберга, нині селище Мордовське), протягом лютого 1945 року — в районі Побетен, (нині селище Романово Зеленоградського району Калінінградської області).
У квітні 1945 року перерізала залізницю від Кенігсберга до Піллау у населеного пункту Куменен (нині Кумачово, 15 кілометрів на південний захід від міста Нейкурен, нині Піонерський Калінінградської області), 13-15 квітня 1945 де й закінчила бойові дії. З 24 квітня 1945 року було розпочато перекидання дивізії в район Гдині, де дивізія і зустріла закінчення війни.
Розформована у липні 1945 року.

## Склад
- 140-й стрілецький полк (в/ч № 4297)
- 171-й стрілецький полк (в/ч № 4302)
- 232-й стрілецький полк (в/ч № 4318)
- 625-й легкий артилерійський полк (в/ч № 4347)
- 626-й гаубичний артилерійський полк (до 1 жовтня 1941, в/ч № 4359)
- 14-й окремий винищувально-протитанковий дивізіон (до 1 жовтня 1941 року та з 20 вересня 1942 року, в/год № 4361)
- 138-й окремий зенітний артилерійський дивізіон (до 1 жовтня 1941, в/ч № 4379)
- 23-й окремий зенітний артилерійський дивізіон (з 10 жовтня 1941 по 5 лютого 1942)
- 23-тя окрема зенітна батарея (з 5 лютого по 28 червня 1942 року)
- 322-га окрема зенітна батарея (з 28 червня 1942 по 25 березня 1943)
- 108-ма окрема розвідувальна рота (108-й окремий розвідувальний батальйон, в/ч № 4386)
- 201-й (493-й) окремий саперний батальйон (в/ч № 4438)
- 9-й окремий батальйон зв'язку (897-а окрема рота зв'язку, в/ч № 4422)
- 1-й окремий медико-санітарний батальйон (в/ч № 5948)
- 181-ша окрема рота хімічного захисту
- 382-га автотранспортна рота (в/ч № 5927)
- 354-та польова хлібопекарня
- 147-й дивізійний ветеринарний лазарет
- 1452-га польова поштова станція
- 690-та польова каса Державного банку
- 4-та окрема штрафна рота 182-ї дивізії та 34-ї армії
- 28-й окремий лижний батальйон (з лютого 1942)

## Підпорядкування
| Період     | Фронт (округ)                                   | Армія                 | Корпус                               | Примітки |
| ---------- | ----------------------------------------------- | --------------------- | ------------------------------------ | --- |
| 22.06.1941 | Північно-Західний фронт                         | 27-а армія            | 22-й стрілецький корпус              | — |
| 01.07.1941 | Північно-Західний фронт                         | —                     | 22-й стрілецький корпус              | — |
| 10.07.1941 | Північно-Західний фронт                         | 11-а армія            | 22-й стрілецький корпус              | — |
| 01.08.1941 | Північно-Західний фронт                         | 22-а армія            | 29-й стрілецький корпус              | — |
| 01.09.1941 | Північно-Західний фронт                         | 11-а армія            | —                                    | — |
| 01.10.1941 | Північно-Західний фронт                         | 11-а армія            | —                                    | — |
| 01.11.1941 | Північно-Західний фронт                         | 11-а армія            | —                                    | — |
| 01.12.1941 | Північно-Західний фронт                         | 11-а армія            | —                                    | — |
| 01.01.1942 | Північно-Західний фронт                         | 11-а армія            | —                                    | — |
| 01.02.1942 | Північно-Західний фронт                         | 11-а армія            | —                                    | — |
| 01.03.1942 | Північно-Західний фронт                         | 11-а армія            | —                                    | — |
| 01.04.1942 | Північно-Західний фронт                         | 11-а армія            | —                                    | — |
| 01.05.1942 | Північно-Західний фронт                         | 11-а армія            | —                                    | — |
| 01.06.1942 | Північно-Західний фронт                         | 11-а армія            | —                                    | до 06.06.1942 |
| 01.06.1942 | Північно-Західний фронт                         | 27-а армія            | —                                    | — |
| 01.07.1942 | Північно-Західний фронт                         | 27-а армія            | —                                    | — |
| 01.08.1942 | Північно-Західний фронт                         | 27-а армія            | —                                    | — |
| 01.09.1942 | Північно-Західний фронт                         | 27-а армія            | —                                    | — |
| 01.10.1942 | Північно-Західний фронт                         | 27-а армія            | —                                    | — |
| 01.11.1942 | Північно-Західний фронт                         | 27-а армія            | —                                    | — |
| 01.12.1942 | Північно-Західний фронт                         | 27-а армія            | —                                    | — |
| 01.01.1943 | Північно-Західний фронт                         | 27-а армія            | —                                    | до 20.01.1943 |
| 01.02.1943 | Північно-Західний фронт                         | 34-а армія            | —                                    | до 11.02.1943 |
| 01.03.1943 | Північно-Західний фронт                         | 34-а армія            | —                                    | — |
| 01.04.1943 | Північно-Західний фронт                         | 34-а армія            | —                                    | до 03.04.1943 |
| 01.05.1943 | Північно-Західний фронт                         | 34-а армія            | —                                    | — |
| 01.06.1943 | Північно-Західний фронт                         | 34-а армія            | —                                    | — |
| 01.07.1943 | Північно-Західний фронт                         | 34-а армія            | —                                    | — |
| 01.08.1943 | Північно-Західний фронт                         | 34-а армія            | —                                    | — |
| 01.09.1943 | Північно-Західний фронт                         | 34-а армія            | —                                    | — |
| 01.10.1943 | Північно-Західний фронт                         | 34-а армія            | —                                    | — |
| 01.11.1943 | Північно-Західний фронт                         | 34-а армія            | —                                    | до 15.11.1943 |
| 01.12.1943 | 2-й Прибалтійський фронт                        | 1-а ударна армія      | —                                    | — |
| 01.01.1944 | 2-й Прибалтійський фронт                        | 1-а ударна армія      | —                                    | — |
| 01.02.1944 | 2-й Прибалтійський фронт                        | 1-а ударна армія      | —                                    | з 02.02.1944 по 14.02.1944 в кладі Волховського фронта                                                                         |
| 01.03.1944 | 2-й Прибалтійський фронт                        | 1-а ударна армія      | 14-й гвардійський стрілецький корпус | — |
| 01.04.1944 | 2-й Прибалтійський фронт                        | 1-а ударна армія      | 14-й гвардійський стрілецький корпус | з 07.04.1944 по 20.04.1944 в складі 90-го стрілецького корпуса                                                                 |
| 01.05.1944 | 2-й Прибалтійський фронт                        | 1-а ударна армія      | 12-й гвардійський стрілецький корпус | — |
| 01.06.1944 | 2-й Прибалтійський фронт                        | 1-а ударна армія      | 12-й гвардійський стрілецький корпус | 01-03.06.1944 в безпосередньо фронтовому підпорядкуванні                                                                       |
| 01.07.1944 | 2-й Прибалтійський фронт                        | 22-а армія            | 90-й стрілецький корпус              | з 07.07.1944 по 10.07.1944 в складі 3-го Прибалтійського фронта                                                                |
| 01.08.1944 | 2-й Прибалтійський фронт                        | 22-а армія            | 90-й стрілецький корпус              | з 11.08.1944 по 20.08.1944 в складі 3-ї ударної армії                                                                          |
| 01.09.1944 | 2-й Прибалтійський фронт                        | 22-а армія            | —                                    | — |
| 01.10.1944 | 1-й Прибалтійський фронт                        | 43-я армія            | 90-й стрілецький корпус              | — |
| 01.11.1944 | 1-й Прибалтійський фронт                        | 43-я армія            | 90-й стрілецький корпус              | — |
| 01.12.1944 | 1-й Прибалтійський фронт                        | 43-я армія            | 90-й стрілецький корпус              | — |
| 01.01.1945 | 1-й Прибалтійський фронт                        | 43-я армія            | 90-й стрілецький корпус              | — |
| 01.02.1945 | 1-й Прибалтійський фронт                        | 43-я армія            | 90-й стрілецький корпус              | до 19.02.1945 |
| 01.03.1945 | 1-й Прибалтийский фронт1-й Прибалтійський фронт | 43-я армія            | 13-й гвардійський стрілецький корпус | з 07.03.1945 по 22.03.1945 в складі 103-го стрілецького корпуса                                                                |
| 01.03.1945 | 3-й Білоруський фронт                           | 2-а гвардійська армія | 11-й гвардійський стрілецький корпус | |
| 01.04.1945 | 3-й Білоруський фронт                           | 2-а гвардійська армія | 11-й гвардійський стрілецький корпус | з 06.04.1945 по 18.04.1945 в складі 60-го стрілецького корпуса з 18.04.1945 по 22.04.1945 в складі 103-го стрілецького корпуса |
| 01.05.1945 | 3-й Білоруський фронт                           | 43-я армія            | 103-й стрілецький корпус             | з 01.05.1945 в складі 2-го Білоруського фронту                                                                                 |

## Командний склад

### Командири
- Яан Круус (до червня 1941), генерал-майор
- Іван Куришев (03.06.1941 — 17.07.1941), полковник
- Михайло Назаров (18.07.1941 — 25.01.1942), полковник
- Владислав Корчиць (26.01.1942 — 29.08.1942), комбриг, з 04.08.1942 генерал-майор
- Василій Шатілов (30.08.1942 — 06.04.1944), полковник
- Алфред Калнін (07.04.1944 — 05.06.1944), полковник
- Михайло Федоров (06.06.1944 — 16.04.1945), полковник
- Олександр Шенніков (17.04.1945 — 22.04.1945), полковник
- Михайло Федоров (23.04.1945 — ??.07.1945), полковник

### Штаб
- Ян Курвитс[et], начальник штаба (в/ч № 4282)
- Рудольф Прантс[et], начальник 3-го Особого отдела дивизии (в/ч № 4457)

### Командири підрозділів
- Вольдемар-Карл Кохт, командир 140-го стрілецького полку (в/ч № 4297)
- Артур-Александр Сауесельг, командир 171-го стрілецького полку (в/ч № 4302)
- Іван Лукас, командир 232-го стрілецького полку (в/ч № 4318)
- Й. Тамм, командир 625-го легкого артилерійського полку (в/ч № 4347)
- А. Кудевіта, начальник штабу 625-го легкого артилерійського полку (в/ч № 4347)
- Артур Тенно, командир 626-го гаубичного артилерійського полку (в/ч № 4359)
- Я. Я. Феликс[et], командир 108-ї окремої розвідувальної роти (пізніше батальйону, в/ч № 4386)
- В. Якобсон, командир 9-го окремого батальйону зв'язку (в/ч № 4422)
- М. Луулік, командир 201-го окремого саперного батальйону (в/ч № 4438)
- П.Х.Краус[et], командир 14-го окремого винищувально-протитанкового дивізіону (в/ч № 4361)
- Г. Муутра, командир 138-го окремого зенітного артилерійського дивізіону (в/ч № 4379)

## Нагороди та найменування
| Нагорода (найменування)         | Дата                | За що нагороджена |
| ------------------------------- | ------------------- | --- |
| Почесне найменування «Дновська» | 26 лютого 1944 року | нагороджена наказом Верховного Головнокомандувача № 077 від 24 лютого 1944 року за відмінність у боях при звільненні міста Дно. |

Нагороди частин дивізії:
- 140-й стрілецький Червонопрапорний[3] полк
- 171-й стрілецький Червонопрапорний[3] полк
- 232-й стрілецький ордена Кутузова[4] полк
- 14-й окремий винищувально-протитанковий ордена Олександра Невського[4] дивізіон

## Воїни дивізії, що відзначилися
| Нагорода | П. І. П.                      | Посада                                                                              | Звання            | Дата нагородження                                             | Примітки                                                 |
| -------- | ----------------------------- | ----------------------------------------------------------------------------------- | ----------------- | ------------------------------------------------------------- | -------------------------------------------------------- |
|          | Азаров Василь Миколайович     | Командир батальйону 171-го стрілецького полку                                       | капітан           | 29.06.1945                                                    | -                                                        |
|          | Громков Сергій Федорович      | Навідник зброї 625 артилерійського полку                                            | старшина          | 20.04.1944 06.03.1945 15.05.1946                              | -                                                        |
|          | Ісраєлян Георгій Аванесович   | Помічник командира саперного взводу 140-го стрілецького полку                       | старший сержант   | 17.11.1943 27.04.1944 24.03.1945                              | один із перших представлених до ордена Слави ІІІ ступеня |
|          | Машков Михайло Іванович       | стрілок 171 стрілецького полку                                                      | червоноармієць    | перенагороджений орденом Слави І ступеня 23 березня 1963 року |                                                          |
|          | Романов Петро Ілліч           | Командир стрілецького батальйону 140-го стрілецького полку                          | капітан           | 19.04.1945                                                    | посмертно, викликав вогонь на себе                       |
|          | Сазонов Петро Климович        | Командир гармати батареї 45 мм гармат 232-го стрілецького полку                     | сержант           | 15.02.1945 7.6.1945 7.7.1945                                  | ?                                                        |
|          | Симоненков Микола Миколайович | Командир стрілецької роти 232-го стрілецького полку                                 | старший лейтенант | 29.06.1945                                                    | -                                                        |
|          | Хрупов Василь Васильович      | Командир зброї 14-го окремого винищувально-протитанкового артилерійського дивізіону | старший сержант   | 20.07.1944 05.11.1944 15.05.1946                              | -                                                        |
|          | Шлюйков Петро Іванович        | Заступник командира мінометної роти 171-го стрілецького полку                       | старший лейтенант | 31.03.1943                                                    | -                                                        |

## Пам'ять
- Музей у Центрі освіти № 109 міста Москви
- Пам'ятний знак у селі Піно з написом «На згадку воїнів 182-ї стрілецької дивізії, що загинули в бою 30 — 31.03.43 р. Тут, не маючи на відхід наказу, борючись стійко і безстрашно, загинули ВСІ! 2 батальйони 171-го стрілецького полку та 2-ї роти 365-го ОПАБ. Такий результат! Їхній подвиг пам'ятайте, нащадки!!!»
- Меморіальний комплекс на братській могилі радянських воїнів у селищі Романове
- Меморіальний комплекс на братській могилі радянських воїнів у селищі Переславське
- Селище Романове (Калінінградська область) названо на честь Героя Радянського Союзу капітана Петра Романова — командира стрілецького батальйону 140-го стрілецького полку

## Цікаві факти
- За деякими джерелами, першим кавалером (наказ № 52 по 182-й стрілецькій дивізії від 17 листопада 1943 року) Ордену Слави III ступеня став сержант Ісраєлян Г. А. Достовірно відомо про одне більш раннє подання до нагороди (13 листопада 1943 старшого сержанта Мали В. С.), однак саму нагороду за № 803 Ісраєлян Г. А. отримав мабуть раніше Малишева Г. А.
- У 171-му стрілецькому батальйоні 182-ї стрілецької дивізії служив лейтенант Пауль Майтла — воєначальник, що перейшов на бік німців, кавалер Залізного Хреста 1 класу, пізніше командував однією з рот 45-го гренадерського полку СС.